# James Donald Halsell
James Donald Halsell (Monroe, Louisiana, 1956. szeptember 29. –) amerikai mérnök, űrhajós, ezredes.

## Életpálya
1978-ban a Haditengerészeti Akadémián (USAF Academy) repülőmérnöki diplomát kapott. 1979-ben kapott repülőgép vezetői jogosítványt. Szolgálati repülőgépe az F–4 volt. 1983-ban a Troy University keretében megvédte diplomáját. 1985-ben az Air Force Institute of Technology keretében kapott vezetői diplomát. Tesztpilóta kiképzésben részesült, az F–4, F–16 és az SR–71 repülőgépek változatait repülte, tesztelte.
1990. január 17-től a Lyndon B. Johnson Űrközpontban részesült űrhajóskiképzésben. 1998-2000 között a NASA műveleti igazgatója Moszkvában. 2000-2003 között a Columbia-katasztrófa kivizsgálásánál a NASA csoportját vezette. Öt űrszolgálata alatt összesen 52 napot, 10 órát és 34 percet (1258 óra) töltött a világűrben. Űrhajós pályafutását 2006 novemberében fejezte be. 2006-tól az Alliant Techsystems, Huntsville (Alabama) alelnöke, program igazgatója.

## Űrrepülések
- STS–65, a Columbia űrrepülőgép 17. repülésének pilótája. A Spacelab (IML–2) mikrogravitációs laboratóriumban 12 órás váltásokban elvégezték a 82 kereskedelmi megrendelés kísérleteit, anyagok előállítását. Első űrszolgálata alatt összesen 14 napot, 17 órát és 55 percet (354 óra) töltött a világűrben. 9 886 200 kilométert (6 143 000 mérföldet) repült, 235 kerülte meg a Földet.
- STS–74, az Atlantis űrrepülőgép 15. repülésének pilótája. Második űrrepülőgépként dokkoltak a Mir űrállomással. Szállítottak 1,5 tonna rakományt (életfeltételek, műszerek, kísérleti anyagok). Második űrszolgálata alatt összesen 8 napot, 4 órát és 31 percet (196 óra) töltött a világűrben. 5 500 000 kilométert (3 400 000 mérföldet) repült, 128 kerülte meg a Földet.
- STS–83, a Columbia űrrepülőgép 22. repülésének parancsnoka. A Spacelab (MSL–1), a mikrogravitációs laboratóriumi program a Space Shuttle energiaellátása miatt félbeszakadt. Harmadik űrszolgálata alatt összesen 3 napot, 23 órát és 13 percet (95 óra) töltött a világűrben. 2 400 000 kilométert (1 500 000 mérföldet) repült, 83 kerülte meg a Földet.
- STS–94, a Columbia űrrepülőgép 23. repülésének parancsnoka. Az STS–83 űrrepülésen félbeszakadt Spacelab (MSL–1) programot folytatták. Negyedik űrszolgálata alatt összesen 15 napot, 16 órát és 45 percet (377 óra) töltött a világűrben. 10 000 000 kilométert (6 200 000 mérföldet) repült, 251 kerülte meg a Földet.
- STS–101, a Atlantis űrrepülőgép 21. repülésének küldetés specialistája. Harmadik alkalommal kötöttek ki a ISS fedélzetén. Több mint 3000 kilogramm berendezések és kellékeket szállítva. A legénység tagjai közül rajta kívül Uszacsov és Susan Helms később hosszú távú űrszolgálatot teljesített. Negyedik űrszolgálata alatt összesen 9 napot, 20 órát és 10 percet (236 óra) töltött a világűrben. Egy 6 órás űrséta alatt (kutatás, szerelés) különböző munkálatokat végeztek. 6 600 000 kilométert (4 100 000 mérföldet) repült, 155 alkalommal kerülte meg a Földet.